# T9 (Band)
T9 war eine chinesische Rockband aus Peking, die Rock mit traditioneller mongolischer Musik vereint hat. Mittlerweile hat sich die Band um Bandleader Yiliqi aufgelöst, dieser tritt momentan mit der Band Hanggai auf.

## Geschichte
Seine erste Band gründete Yiliqi, der Sohn eines Mongolen und einer Mandschurin, im Jahr 1996 – und damals hatte er noch nichts mit mongolischer Volksmusik am Hut. Seine erste Band hieß Qingpi, was so viel heißt wie „Faulenzer“, und hatte sich vor allem dem Grunge verschrieben. Auch als er 1998 seine zweite Band T9 gründete, interessierte er sich vor allem für Rage Against the Machine und andere Hardcore-Punk-Bands. Doch nach und nach begann es Yiliqi zu langweilen, auf der Bühne immer nur wütend sein zu müssen und Texte übers Trinken, Frustriertsein und Zukunftsängste schreiben zu müssen.
In den Jahren 2001 und 2002 erinnerte er sich immer öfter daran, wie ihm sein Vater und seine Großmutter als Kind mongolische Volkslieder vorgesungen hatten. Immer häufiger reiste er in die Heimatstadt seiner Eltern, Xilin Hot in der Inneren Mongolei. Von dort war er mit seinen Eltern erst mit 12 Jahren in Richtung Peking fortgezogen. In Xilinhot lernt Yiliqi Obsorung kennen, einen berühmten Gesangslehrer, der ihm den mongolischen Obertongesang beibringt – eine Gesangsart, mit der man zwei oder mehr Stimmen auf einmal singen kann. Daneben lernt Yiliqi mongolische Musikinstrumente wie die „Tobushuur“ (ein zweisaitiges Banjo) und die Morinhuur zu spielen. Bald beschloss der heute 26-Jährige, der mit Chinesisch als Muttersprache aufwuchs und bis dahin nur englische Texte gesungen hatte, nur noch Mongolisch zu singen. Obwohl die CD von T9, Fix It, und ihre Konzerte in Peking sehr beliebt waren, interessierte sich Yiliqi immer weniger für Rockmusik und ließ immer mehr mongolische Einflüsse in seine Musik einfließen. 
Wenig später ließen sich die neuen Interessen von Yiliqi nicht mehr mit denen einer Rockband vereinbaren und er löste T9 endgültig auf. Er sagt, die Rockperiode seines Lebens sei hiermit beendet. Neuerdings tritt er vor allem mit der Hanggai Band in Pekinger Bars auf und interpretiert mit ihnen ausschließlich mongolische Volksmusik. Später, wenn sie gut genug sind, will er gern elektronische Musik einfließen lassen. Seine drei neuen Bandkollegen kommen aus der Inneren Mongolei und haben dort bis zu ihrem Umzug nach Peking als Berufsmusiker gearbeitet. Im Sommer 2006 nahmen sie ihr erstes Studioalbum auf.

## Beijing Bubbles
Neben 4 anderen Bands stand auch Yiliqi im Jahr 2005 für den Dokumentarfilm Beijing Bubbles vor der Kamera, der die aufblühende Punk- und Rockszene in Peking porträtiert. Schon zum Zeitpunkt der Dreharbeiten des Films wandte sich die Band langsam ab vom klassischen Rock und kokettierte immer mehr mit traditioneller mongolischer Musik, so dass man in dem Film schon die ungewöhnliche Mischung aus Rock und Obertongesang hören kann. 